# Pistolet HS 2000
Pistolet HS 2000 – półautomatyczny pistolet chorwackiej firmy I.M. Metal, pojawił się po raz pierwszy w 1999 roku. Przeznaczony przede wszystkim do służb mundurowych w Chorwacji i USA. Nazwa jest skrótem od słów „Hrvatski Samokres” („Chorwacki pistolet”). Słabe sukcesy rynkowe spowodowały, wprowadzenie niewielkich zmian (np. 10 nabojowych magazynków w standardzie, zmiana systemu napinania iglicy na DAO) i od 2001 roku broń dostępna jest na rynku amerykańskim na zasadzie wyłączności przez frimę Springfield Armory, pod nazwą Springfield XD jako pistolet głównie do ochrony osobistej. Pistolet zyskał sobie znakomite opinie, w roku 2003 uznany został przez Narodowe Stowarzyszenie Strzeleckie Ameryki pistoletem roku. Wykorzystywany jest przez niektóre jednostki policji w USA. Obecnie produkowana jest kolejna wersja tego pistoletu oznaczona symbolem XDM, dostępna  w kilku wariantach. Producent, który obecnie nosi nazwę HS PRODUKT oferuje również usportowioną wersję tego pistoletu o oznaczeniu XDM 5,25" z wydłużoną do 5,25 cala lufą oraz regulowaną szczerbinką.

## Konstrukcja
Pistolet działa na zasadzie krótkiego odrzutu lufy. Cechą charakterystyczna są aż cztery bezpieczniki w tym charakterystyczny „podwójny spust” znany z pistoletu Glock, czy bezpiecznik w tylnej części chwytu znany z Colta 1911. Broń zbudowana jest z tworzyw sztucznych, posiada stalowy zamek oraz stalowe szyny wtopione w chwyt. Interesującym rozwiązaniem jest również przycisk zwolnienia magazynka umieszczony w tylnej części kabłąka spustowego z obu stron pistoletu, dzięki czemu, może być obsługiwany również przez osoby leworęczne. XD standardowo posiada również szynę Picatinny umieszczoną pod lufą.